# Rhacophorus belalongensis
Rhacophorus belalongensis es una especie de anfibio anuro de la familia Rhacophoridae.

## Distribución geográfica
Esta especie es endémica de Brunéi en la isla de Borneo. Habita en la cuenca de confluencia de los ríos Sungai Temburong y Sungai Belalong en el distrito de Temburong.

## Descripción
Rhacophorus belalongensis mide hasta 30 mm para los machos y hasta 38 mm para las hembras. Es una especie arbórea.

## Etimología
El nombre de la especie está compuesto de belalong y del sufijo latino -ensis que significa "que vive, que habita", y se le dio en referencia al lugar de su descubrimiento, la cuenca del río Sungai Belalong.

## Publicación original
- Dehling & Grafe, 2008 : A new treefrog of the genus Rhacophorus (Anura: Rhacophoridae) from Brunei Darussalam (Borneo). Salamandra, vol. 44, n.º 2, p. 101-112.[3]